# Stega Mała
Stega Mała (do 1945 r. niem. Klein Steegen) – osada w Polsce położona w województwie warmińsko-mazurskim, w powiecie bartoszyckim, w gminie Górowo Iławeckie. W latach 1975–1998 miejscowość administracyjnie należała do województwa olsztyńskiego.

## Historia
W 1889 r. był to majątek ziemski, do którego należały folwarki: Włodkowo, Okopek i Ludwisin. Łącznie dobra ziemskie obejmowały 1792 ha. W tym czasie należały do rodziny von Steegen. 
W 1983 r. był tu PGR, 9 domów z 39 mieszkaniami i 156 mieszkańcami. We wsi było boisko sportowe, świetlica, klub, punkt biblioteczny i przedszkole.